# 靳羽西
靳羽西（英語：Yue-Sai Kan，1946年—），女，广西桂林人，原籍广东番禺沙湾镇三善村，美国华裔电视节目主持人、制片人、企业家，羽西品牌化妆品创始人。

## 生平

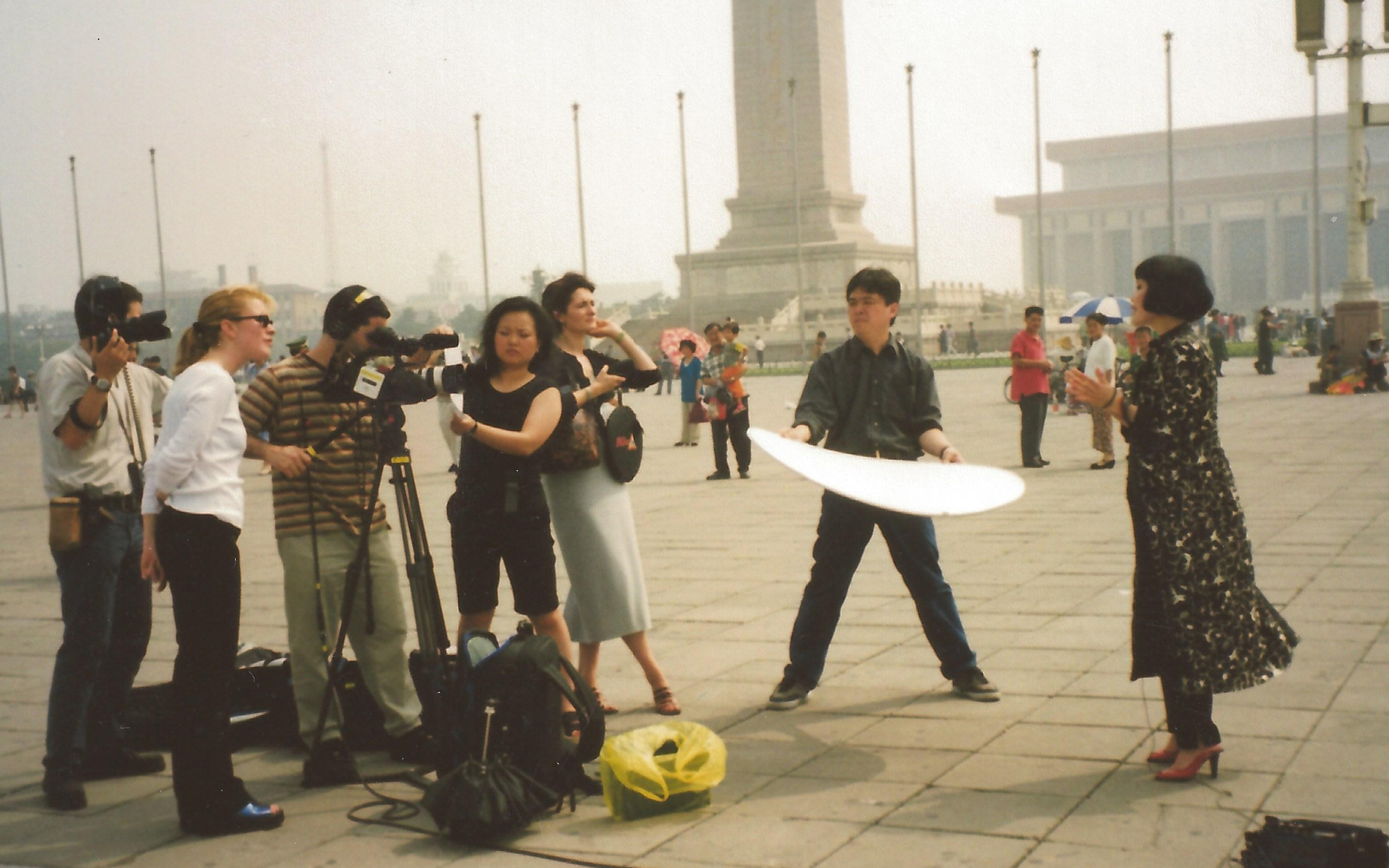
1988年录制《世界各地》的靳羽西

靳羽西的父亲靳永年为岭南画派画家。靳羽西3岁时随家人定居香港，定居深水埗蘇屋邨，17岁（1963年）那年從協恩中學中五畢業後，便赴美生活，此后就读于楊百翰大學夏威夷分校，1972年和三妹靳羽屏转赴纽约定居并共同创办一间贸易进出口公司，从中国进口枕套、丝绸、窗帘和桌布，同时亦在曼哈顿一家华语电视台从事主持工作，此后开办靳羽西电视制作公司，1978年创办自己的第一个电视节目《Looking East》（中文媒体多译为《看东方》），向美国观众介绍东方文化和风俗，该节目一直播放至1990年。1984年10月1日，靳羽西在公共广播电视公司向美国观众转播了首都各界庆祝中华人民共和国成立35周年大会。1985年，靳羽西受中国中央电视台邀请，制作并主持电视系列片《世界各地》共计104集，1986年2月23日起播出，此后靳羽西又制作了《羽西的世界》电视系列节目。
1992年，靳羽西投资500万美元成立羽西化妆品公司，并在上海市第一百货商店开设首店，而当时中国内地的化妆品本土品牌正相对处于真空期。2004年，欧莱雅集团收购羽西品牌。2000年5月，靳羽西在上海出版《魅力何来》，该书为中国内地第一本专业讲述现代文明礼仪的著作。此后，靳羽西又借2008年夏季奥林匹克运动会之东风出版了《中国绅士》和《中国淑女》，这两部书后来更成为2010年上海世博会工作人员的培训教材，2018年再版。